# Liste der Monuments historiques in Courteron
Die Liste der Monuments historiques in Courteron führt die Monuments historiques in der französischen Gemeinde Courteron auf.

## Liste der Objekte
| Bezeichnung                          | Beschreibung                                                           | Standort                              | Kennzeichnung | Schutzstatus | Datum | Bild |
| ------------------------------------ | ---------------------------------------------------------------------- | ------------------------------------- | ------------- | ------------ | ----- | ---- |
| Skulptur Gnadenstuhl                 | Holz, farbig gefasst, 15. Jahrhundert; Taube und Kruzifix verschwunden | in der Kirche St-Lambert (Lage)       | PM10000634    | Classé       | 1908  |      |
| Skulptur Madonna mit Kind            | Kalkstein, 14. Jahrhundert                                             | außen an der Kirche St-Lambert (Lage) | PM10000633    | Classé       | 1908  |      |
| Skulptur Heiliger Jakobus der Ältere | mit Stifterfigur; Holz, weiß gefasst, 15. Jahrhundert                  | in der Kirche St-Lambert (Lage)       | PM10000635    | Classé       | 1908  |      |